# Lubuklinggau
Lubuklinggau è una città dell'Indonesia, situata nella provincia di Sumatra Meridionale.